# Керсновский, Антон Антонович
Анто́н Анто́нович Керсно́вский (23 июня 1905 — 24 июня 1944) — русский публицист, военный историк.

## Биография
Родился в 1905 году в родовом имении селе Цепилове близ города Сороки в Бессарабии. Отец, Антон Антонович Керсновский, — юрист-криминолог, следователь Одесской судебной палаты. Мать, Александра Алексеевна Каравасили, — преподаватель иностранных языков. Со стороны отца имел польские корни, со стороны матери — греческие, его сестра Евфросиния в своих мемуарах пишет, что среди предков их матери были клефты. Дед по отцовской линии — полковник-геодезист Антон Антонович Керсновский, дед по материнской линии — кагульский землевладелец Алексей Дмитриевич Кара-Васили. С гимназических лет увлекался военным делом, вполне очевидно, что он пошёл бы по стопам деда-полковника.
В Одессе, где в мирное время семья Керсновских жила на Маразлиевской улице, Керсновский, будучи 13-летним гимназистом, пошёл в Добровольческую армию, воевал, в армии приобрёл боевой опыт и неизлечимый туберкулёз. В 1920 году эвакуировался из Крыма с остатками Русской армии Врангеля, эмигрировал в Сербию, затем ненадолго вернулся в родное село Цепилова, по итогам войны вошедшее в состав Румынии, откуда вскоре выехал в Австрию с целью продолжить своё обучение.
В Вене Керсновский окончил Консульскую академию. Переехал во Францию. В Дижоне учился в университете. В Сен-Сире прослушал курс в знаменитой военной школе.
Во второй половине 1920-х годов окончательно обосновался в Париже. Зарабатывал разными занятиями: давал частные уроки, разносил почту, выполнял мелкие заказы, жил бедно. В свободное время работал в архивах, собирая материалы и документы для будущей работы.
Первая печатная статья Антона Керсновского «Об американской артиллерии» была опубликована в белградском еженедельнике «Русскій Военный Вѣстникъ» (с 1928 года «Царскій Вѣстникъ»), когда её автору не было ещё и двадцати лет. Это произошло 20 марта 1927 года. Издатель последнего Н. П. Рклицкий (впоследствии архиепископ Вашингтонский и Флоридский Никон) предоставил ему возможность издавать свои работы, благодаря чему до 1940 года Керсновский опубликовал здесь более 500 различных материалов. Сначала писал в основном об истории и современном состоянии вооружённых сил государств и уделял внимание внутреннему и международному положению стран, особенно Германии начала 1930-х годов; в цикле статей он не просто предсказал возврат войны и приход Гитлера к власти, сделал предостережение: «Для нас, Русских, важно не забывать, что с воскресением германской армии восстанет из небытия наш недавний заклятый враг».
На статьи Керсновского обратили внимание и немецкие специалисты. Однако, не имея никаких сведений об авторе и оценивая только уровень публикаций, его определили как высокопоставленного белогвардейского офицера из деникинского или врангелевского штаба. В частности, в немецких военных журналах о нём именно так и писали: russischer General Kersnovski. Поскольку Антон Керсновский жил замкнуто, а статьи свои присылал в основном по почте, то информации о нём почти не было. Некоторые эмигранты утверждали, что никакого Керсновского в природе не существует, а есть коллектив авторов ― старших и высших офицеров, которые пишут под общим псевдонимом. Тем более что никому не был известен ни генерал, ни полковник Керсновский, хотя по уровню его работ, с 1927 года регулярно появлявшихся в «Русском военном вестнике», создавалось впечатление, что автор является, как минимум, полковником Генштаба.
По своим убеждениям Керсновский был монархистом.
С конца 1932 года «Царский вестник» стал публиковать в сокращённом варианте «Философию войны» Керсновского (книга с дополнениями вышла в 1939 году). А с 1933 года по 1938 год в Белграде выходил его основной труд «История Русской Армии» в четырёх томах (переиздан в России, в частности, издательством «Голос» в 1992—1994 годах). Двухтомное «Военное дело» так и осталось в рукописи, а от «Русской стратегии в образцах», «Крушения германской военной доктрины в 1914 году», «Синтетического очерка современных компаний» и ряда других трудов остались только косвенные и отрывочные упоминания.
Один из номеров «Царского вестника» был целиком посвящён Керсновскому. Незадолго до немецкого вторжения во Францию Керсновский был призван во французскую армию. В феврале 1940-го, сидя в окопах «странной войны», он писал: «Грустно и несправедливо умирать на чужой земле и за чужую землю, когда я хотел быть полезным своей Родине».
Вскоре пришло сообщение о его гибели под Доммартеном, оно оказалось ошибочным, Керсновский получил только тяжёлое ранение. Кое-как залечив раны, Керсновский вернулся на свой парижский чердак, где и прожил под немецкой оккупацией остаток своей жизни.
Скончался Антон Антонович Керсновский 24 июня 1944 года, на следующий день после своего 39-летия, от обострения застарелого, ещё с Гражданской войны, туберкулёза. Был похоронен в Париже на кладбище Сент-Женевьев-де-Буа в одной могиле с женой.

## Семья
Семья Антона Керсновского долгое время жила в чердачной комнатке в Париже.
Жена Галина Викторовна (урождённая Рышкова), сестра известного в кругах русской эмиграции первой волны военного писателя Евгения Тарусского. В тот же день Галина Викторовна не перенесла смерти мужа и покончила жизнь самоубийством, выбросившись из окна чердачной комнаты, где они жили, на тротуар.
Мать Александра (его отец умер в 1936 году) и его сестра Ефросинья остались на территории Бессарабии, присоединённой в 1940 году к СССР. Мать перебралась в Румынию, а сестра была репрессирована.
Мать умерла в 1964 году и была похоронена в Ессентуках. Сестра умерла там же в 1994 году, но перед смертью добилась того, что земля с могилы Антона была передана на могилу Александры.

## Значение трудов
Антон Керсновский — один из самых значительных русских военных историков XX столетия. Не будучи офицером российского Генштаба, вообще не получив академического образования, он самостоятельно создал свою «Историю русской армии», которая занимает значительное положение в ряду фундаментальных работ по русской военной истории. Особую ценность его трудам придаёт неординарность и кругозор, понимание российской геополитики в традиции Н. Я. Данилевского.
Задолго до начала Второй мировой войны Керсновский предсказал её неизбежность. В своих работах он обосновывал войну как неотъемлемую и органическую часть существования человеческой цивилизации. Отсюда следовало и его глубокое презрение к пацифистам, уже тогда набиравшим силу в Европе (и в итоге ставшим одной из причин тотального поражения европейских армий под ударами Вермахта). Во втором своем фундаментальном труде «Философия войны» Керсновский написал, что для достижения всеобщего мира между народами необходимо "прежде всего этим народам запретить источник конфликтов ― политическую деятельность. А для того чтобы запретить политику, надо запретить основную причину, всякий раз снова и снова её порождающую, ― непрерывное (опережающее) развитие человеческого общества, в первую очередь — развитие духовное, затем интеллектуальное и, наконец, материальное и физическое. С точки зрения практики эти меры должны будут выразиться в запрещении книгопечатания и грамотности вообще (явление совершенно того же логического порядка, что введение запрета на удушающие газы и алкоголь, мера по всеобщей принудительной трезвости). Далее следовали «мальтузианские» меры по ограничению численности человеческой популяции: обязательное оскопление всех вновь рождённых младенцев и другие тому подобные мероприятия, после проведения которых «моральное разоружение» и упразднение войн будет осуществлено без особых затруднений и в полном объёме. Как следствие, очень скоро исчезнут конфликты, но исчезнет и причина, их порождающая, ― жизнь.

## Произведения
- Об американской артиллерии (1927)
- Германская конная дивизия военного времени (1927—1932)
- Сущность французской военной реформы (1927—1932)
- Организация броневых сил Красной армии (1927—1932)
- Вооружение Италии (1927—1932)
- Японская армия (1927—1932)
- Упущенная возможность (1927—1932)
- Ко второй гражданской войне (1927—1932)
- Военизация страны (1927—1932)
- Наша будущая малая армия (1927—1932)
- Наш будущий офицерский корпус (1927—1932)
- Философия войны (1932—1939)
- История Русской Армии в 4-х томах (1933—1938):
  - От Нарвы до Парижа 1700—1814 гг / Публикация В. Хлодовского; комм. С. Нелиповича. — М.: Голос, 1992. — Т. 1. — 304 с. — ISBN 5-7055-0864-6.
  - От взятия Парижа  до покорения Средней Азии 1814—1881 гг / Публ. В. Хлодовского; комм. С. Нелиповича. — М.: Голос, 1993. — Т. 2. — 334 с. — ISBN 5-7117-0058-8.
  - 1881—1915 гг / Публ. В. Хлодовского; комм. С. Нелиповича. — М.: Голос, 1994. — Т. 3. — 349 с. — ISBN 5-7117-0180-0.
  - 1915—1917 гг / Публ. В. Хлодовского; комм. С. Нелиповича. — М.: Голос, 1994. — Т. 4. — 368 с. — ISBN 5-7117-0014-6.
- Военное дело в 2-х томах (1941—1944) не издавалось
- Русская стратегия в образцах
- Крушение германской военной доктрины в 1914 г (1941—1944)
- Синтетический очерк современных компаний (1939—1944) не завершено